# Георге-Дожа (Муреш)
Георге-Дожа (рум. Gheorghe Doja) — село у повіті Муреш в Румунії. Адміністративний центр комуни Георге-Дожа.
Село розташоване на відстані 256 км на північний захід від Бухареста, 9 км на південний захід від Тиргу-Муреша, 77 км на південний схід від Клуж-Напоки, 123 км на північний захід від Брашова.

## Населення
За даними перепису населення 2002 року у селі проживали 514 осіб.
Національний склад населення села:
| Національність | Кількість осіб | Відсоток |
| -------------- | -------------- | -------- |
| угорці         | 471            | 91,6%    |
| румуни         | 29             | 5,6%     |
| цигани         | 14             | 2,7%     |

Рідною мовою назвали:
| Мова      | Кількість осіб | Відсоток |
| --------- | -------------- | -------- |
| угорська  | 472            | 91,8%    |
| румунська | 28             | 5,4%     |
| циганська | 14             | 2,7%     |